# Nufărul
Nufărul – duża dzielnica w Oradei w Rumunii. Nie ma ona sprecyzowanych granic ani samorządu – władze sprawuje urząd miejski oraz kilka spółdzielni mieszkaniowych. Nazwa dzielnicy znaczy "lilia wodna". Dzielnicę można zwiedzić, korzystając z miejskich tramwajów i autobusów.